# 安魂曲 (萊特)
約翰·萊特於1985年寫成了他的《安魂曲》，選取了傳統安魂彌撒中部份的內容，再加入聖經《詩篇》的篇章，編成了共有七個樂章的合唱作品。1986年由牛津大學出版社將其出版，共有三個版本： 管絃樂團版、合奏小組版及合唱團與鋼琴（或電風琴）的版本。樂曲是為了紀念於已過身的父親，樂譜首頁上標示了 "in memoriam L. F. R."（紀念 L. F. R.）。
當中的四個樂章首先於1985年3月14日在美國加州薩克拉門托佛利蒙長老會教堂（Fremont Presbyterian Church）初演，由萊特親自指揮教會內的聖所合唱團及合奏團；全曲的首演則在同年10月13日於德克薩斯州達拉斯愛人徑聯合循道會教堂（Lovers' Lane United Methodist Church），亦是由萊特作指揮，女高音凱倫·雪佛（Karen Shafer）擔任獨唱。

## 樂曲結構
萊特的安魂曲共分為七個樂章，大部份的樂章舖排仍然與一般天主教教會中使用的安魂彌撒經文相近，但篇幅最長的繼抒詠（即俗稱末日經）則幾近刪去，只保留最後一節《慈悲耶穌》，亦把全段奉獻經刪去；萊特在垂憐經後改以引用詩篇第130篇章節所寫成的《我心深處》（Out of the Deep）代替。而在《羔羊經》及《永恆的光》之間，則插入了早於1976年寫成，根據詩篇第23篇所寫成的《耶和華是我的牧者》。此外，萊特在在《羔羊經》及《永恆的光》兩個樂章中，除原來的拉丁文經文外，亦加插了1566年《公禱書》版本中一些英文經文段落在內。
整首樂曲的結構如下：
- 第一樂章：永恆的安息（Requiem aeternam）—包括了進堂詠及垂憐經。
- 第二樂章：我心深處（Out of the Deep）—引用詩篇第130篇（全篇）
- 第三樂章：慈悲耶穌（Pie Jesu）—取自繼抒詠最後一段
- 第四樂章：聖哉經（Sanctus）—包括了聖哉經及《迎主曲》
- 第五樂章：羔羊頌（Agnus Dei）—除原有經文外，亦加入《公禱書》「喪禮禮文」選段（約伯記第14章1-2節、額我略聖歌《在生命的中心，我們死了（英语：Media vita in morte sumus）》、約翰福音第11章25節）
- 第六樂章：耶和華是我的牧者（The Lord is my shepherd）—引用詩篇第23篇（全篇）
- 第七樂章：永恆的光（Lux aeterna）—先引用《公禱書》「喪禮禮文」中啟示錄第14章13節，然後引入《永恆的光》，最後垂憐經的段落重新再現。

## 延伸閱讀
- Campbell, John Wert. .
- Walz, Matthias. Hans Gebhard（英语：Hans Gebhard-Elsaß） , 编. . Harenberg Chormusikführer (Harenberg). 1999: 742–743. ISBN 3-611-00817-6.

## 外部連結
- 伊靈區聖馬太合唱團及管絃樂團錄音 （页面存档备份，存于）
- Tarik O'Regan 於Naxos唱片中簡介萊特《安魂曲》 （页面存档备份，存于），8.557130：2003年。
- Louise Luegner 於Collegium Records中對萊特《安魂曲》的簡介 （页面存档备份，存于）。